# William Heerlein Lindley

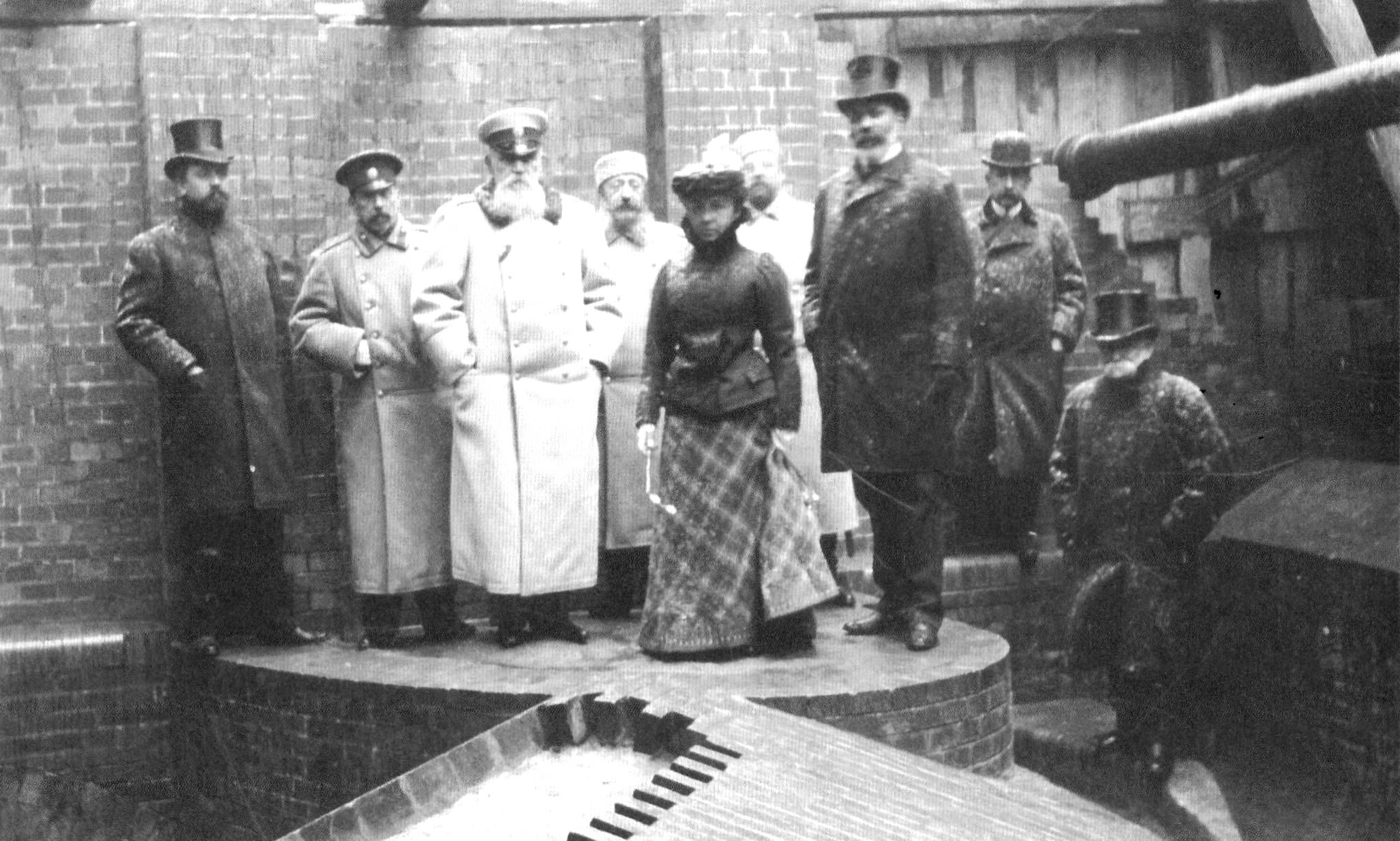
William Heerlein Lindley z córką Julią i bratem Josephem na budowie kanału burzowego pod ul. Karową w Warszawie

William Heerlein Lindley (ur. 30 stycznia 1853 w Hamburgu, zm. 30 grudnia 1917 w Londynie) – angielski inżynier, który na przełomie XIX i XX w. wraz ze swym ojcem Williamem oraz samodzielnie tworzył systemy wodno-kanalizacyjne w wielkich miastach Europy.

## Życiorys
W latach 1881−1915 nadzorował prace przy budowie sieci kanalizacyjnej w Warszawie. Był także projektantem mniejszych obiektów, takich jak Staw w parku Ujazdowskim.
Opracował projekty systemów wodno-kanalizacyjnych dla Łodzi (budowany od 1924) i Radomia (wybudowany w latach 1925−1927). Zaprojektował także podziemny system oczyszczania ścieków w Pradze.

## Upamiętnienie
- W październiku 1933 imieniem Williama Heerleina Lindleya nazwano ulicę na warszawskiej Ochocie[6].
- Obelisk z płaskorzeźbą Lindleya na terenie Stacji Pomp Rzecznych przy ul. Czerniakowskiej 124 odsłonięty w 1936[7].
- Ławeczka Williama Heerleina Lindleya w Warszawie, odsłonięta w 2011[8].
- W latach 1930–2015 istniała w Łodzi ulica „Williama Lindleya” (który był inną osobą), jako twórcy łódzkiej sieci wodno-kanalizacyjnej, która jednak do I wojny światowej nie została zrealizowana. W rzeczywistości jej projekt był dziełem Williama Heerleina Lindleya (rozpoczęcie budowy w 1924). W lipcu 2015 skorygowano tę nieścisłość, dodając do nazwy ulicy „Williama Lindleya” literę „H” – ulica „Williama H. Lindleya”[9].

## Galeria

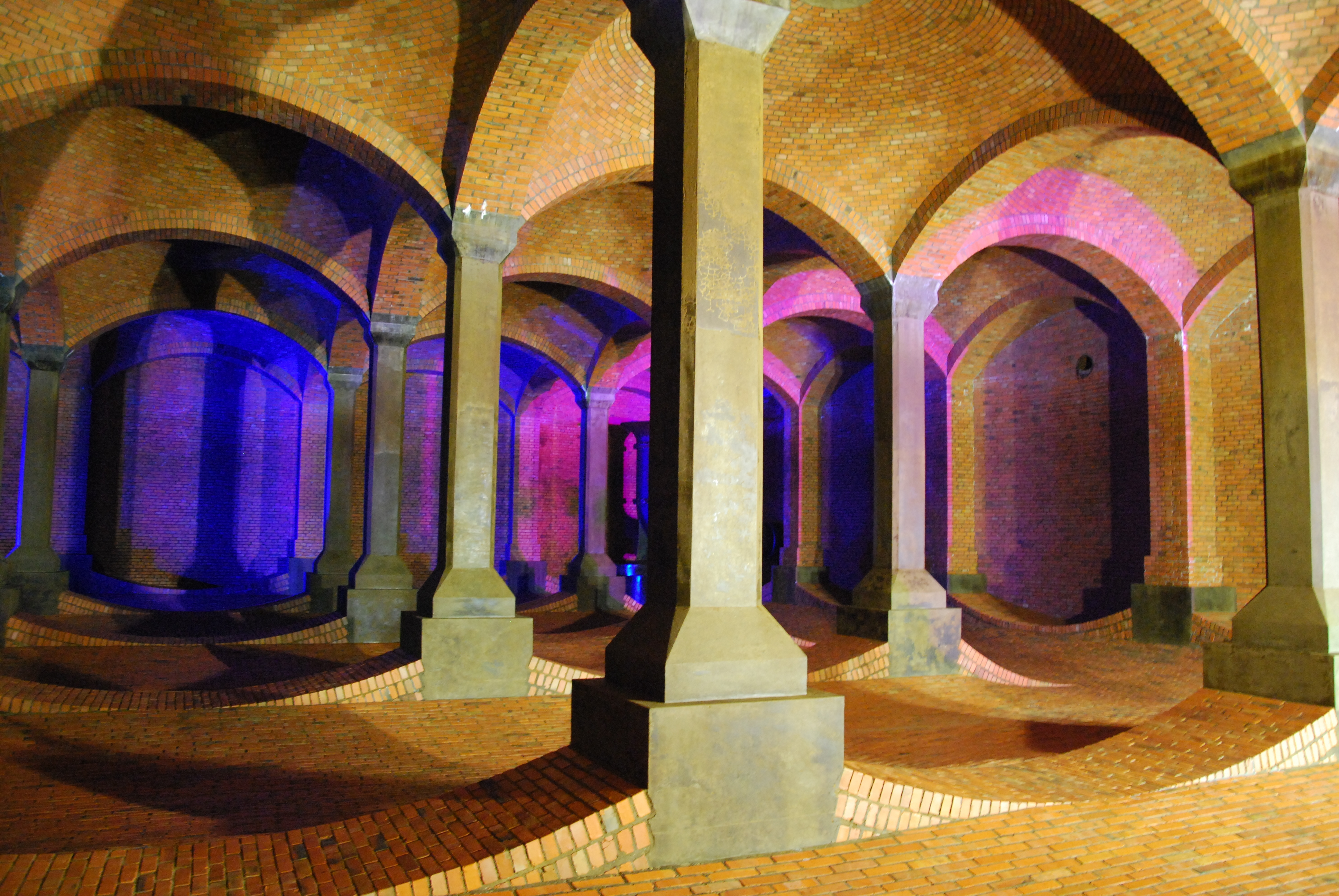
Zbiorniki wody na Stokach w Łodzi (1935–1937)
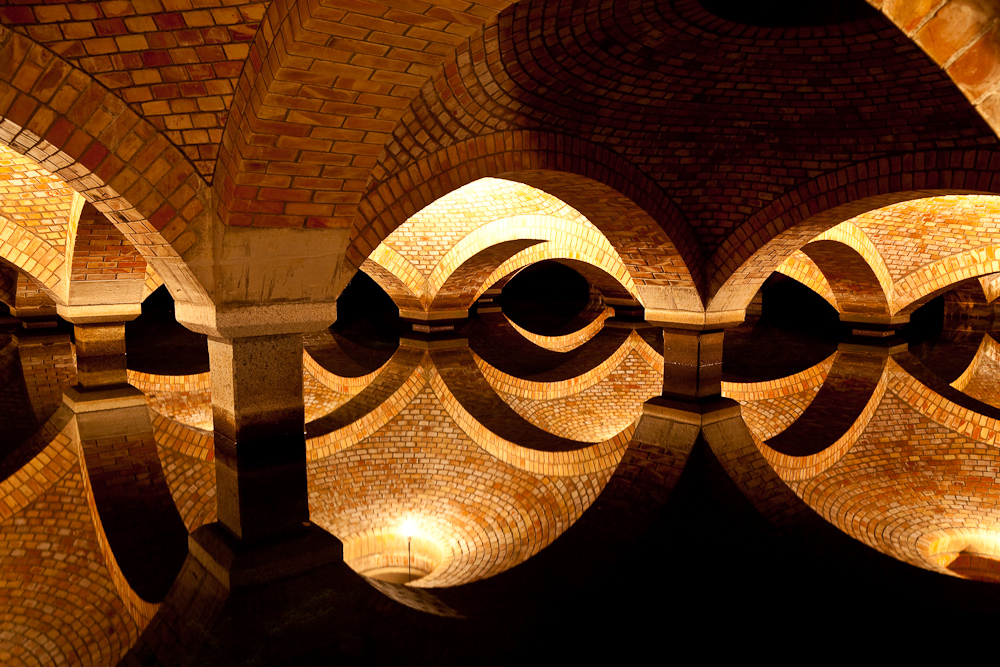
Jedna z hal filtrów powolnych, Zespół Stacji Filtrów w Warszawie (1886–1933)
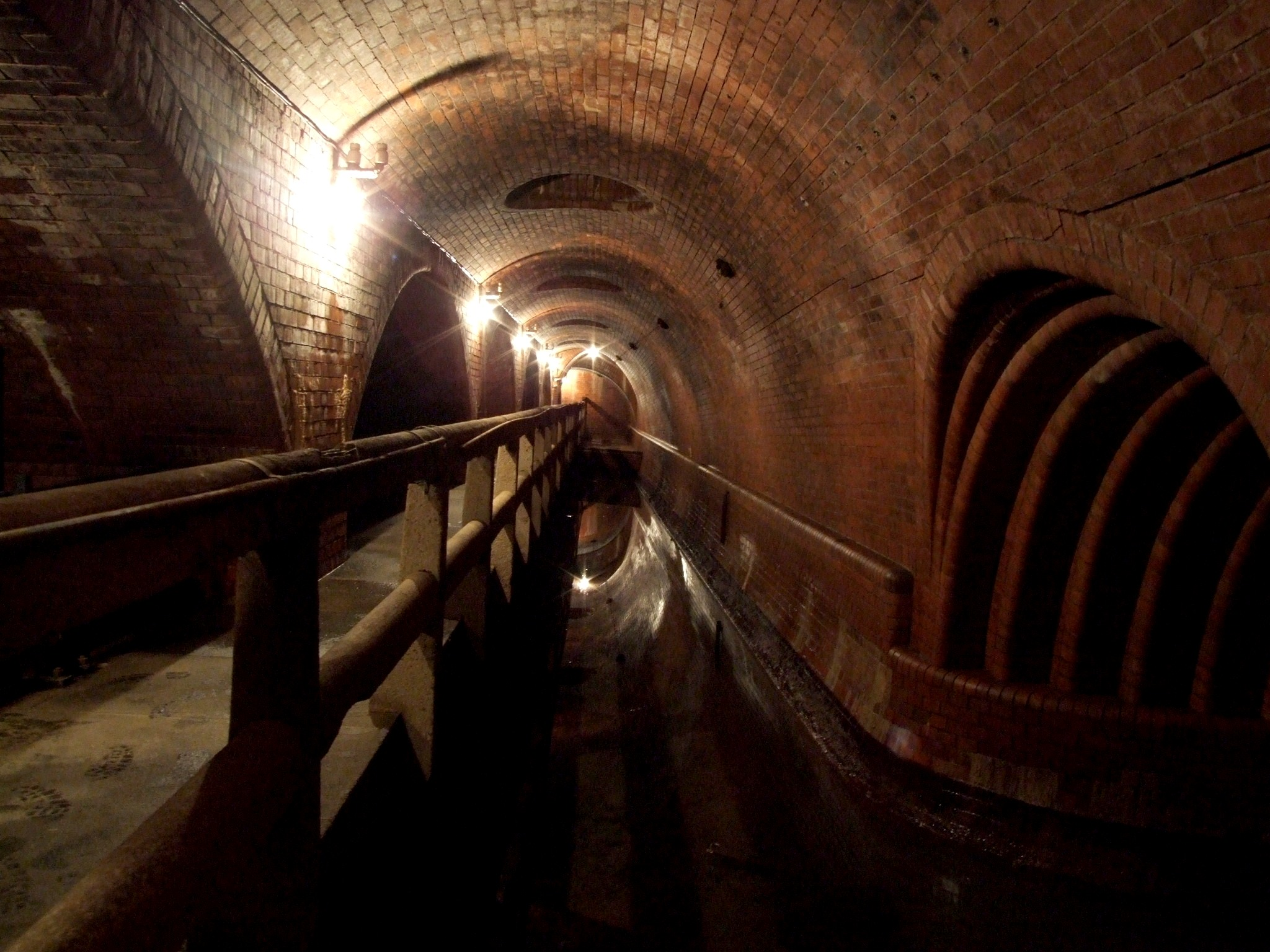
Oczyszczalnia ścieków w czeskiej Pradze